# Fardume slott

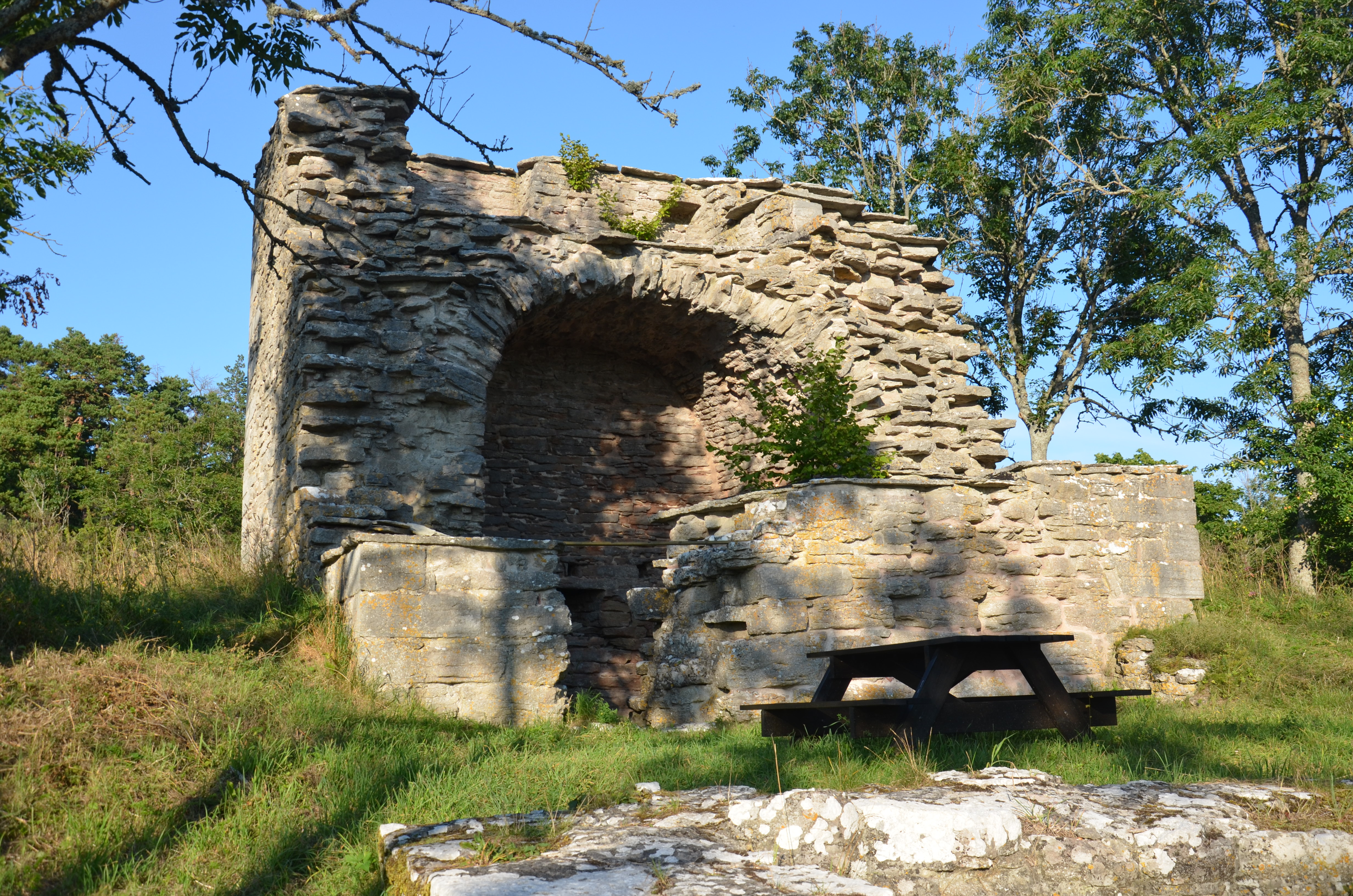
Mynttornet, Fardume slott

Fardume slott är en ruin efter ett medeltida stenhus i Fardume i Rute socken på Gotland. Fardume slott ligger med utsikt över Fardume träsk och är en av de bäst bevarade större medeltida stenhusen på Gotlands landsbygd. Gården undersöktes arkeologiskt 1940-42.
Kastalen vid gården kallas Mynttornet och antas vara uppfört omkring år 1200. Den östra och bäst bevarade väggen kvarstår till tre våningars höjd, men kastalen antas ursprungligen ha varit ännu högre. Kastalen har sedan den förlorat sin funktion som försvarsbyggnad nyttjats som magasin för gården, och byggts samman med de övriga husen.
I backen nedanför kastalen finns en källarbyggnad som kallas Sören Norbys källare, ursprungligen en stenbyggnad i minst två våningar. Den västra delen av övervåningen är delvis bevarad, och har troligen inrymt en förstuga. Av det östra rummet, som troligen har varit husets stuga med eldstad och bakugn, finns bara fundamentet kvar.
Gården är i lokala traditioner förknippad med Søren Norby, troligen på grund av att hans söner ägde gården vid mitten av 1500-talet.